# Niko Cavlović
Niko Cavlović (* 23. Juli 2003 in Zagreb) ist ein kroatischer Eishockeyspieler, der seit 2023 für den KHL Sisak in der International Hockey League spielt.

## Karriere
Niko Cavlović begann seine Karriere als Eishockeyspieler in seiner Geburtsstadt Zagreb im Nachwuchsbereich des KHL Medveščak Zagreb. Er spielte aber daneben auch für das Team Zagreb in der IntHL U18. 2019/20 wechselte er zum HK Slavija Junior und kam neben seinen Einsätzen im Juniorenbereich auch zu ersten Einsätzen in der International Hockey League und der slowenischen Liga. Ab 2020 spielte er daneben auch wieder beim KHL Medveščak im Juniorenbereich und nun auch in der kroatischen Liga. Von 2021 bis 2023 schlug er seine Zelte in Schweden auf und spielte dort für den Borås HC in der J20 Region und vereinzelt auch in der Hockeytvåan. Anschließend wechselte er zum KHL Sisak, mit dem er in der International Hockey League spielt.

### International
Für Kroatien nahm Cavlović im Juniorenbereich an den Division-II-Turnieren der U18-Weltmeisterschaft 2019 sowie der U20-Weltmeisterschaften 2020, 2022 und 2023 teil. 
Im Herrenbereich stand er erstmals im Aufgebot seines Landes beim Turnier der Division I der Weltmeisterschaft 2022. Auch bei den Weltmeisterschaften 2023 und 2024, als der Aufstieg in die Division I gelang, spielte er in der Division I. Zudem vertrat er seine Farben bei der Olympiaqualifikation für die Winterspiele in Mailand 2026.

## Erfolge und Auszeichnungen
- 2022 Aufstieg in die Division II, Gruppe A, bei der U-20-Weltmeisterschaft der Division II, Gruppe B
- 2023 Aufstieg in die Division I, Gruppe B, bei der U-20-Weltmeisterschaft der Division II, Gruppe A
- 2024 Aufstieg in die Division I, Gruppe B, bei der Weltmeisterschaft der Division II, Gruppe A